# ECMAScript
ECMAScript (или ES) је спецификација скриптног језика заштићена жигом и стандардизована од стране Ecma International под ECMA-262 и ISO/IEC 16262. Креирана да би се стандардизовао JavaScript, као и да би се очувало више независних имплементација. JavaScript је остао најпознатија имплементација ECMAScript стандарда од самог њеног настанка, док су још неке познатије имплементације JScript и ActionScript. Програмери најчешће користе ECMAScript за скрипте на клијентској-страни на Вебу, док се све више користи и за писање серверских апликација и сервиса користећи Node.js.